# مهدی‌آباد (همدان)
مهدی‌آباد (بهار)، روستایی از توابع بخش مرکزی شهرستان بهار در استان همدان ایران است.